# 846 (numero)
Ottocentoquarantasei (846) è il numero naturale dopo l'845 e prima dell'847.

## Proprietà matematiche
- È un numero pari.
- È un numero composto con 12 divisori: 1, 2, 3, 6, 9, 18, 47, 94, 141, 282, 423, 846. Poiché la somma dei suoi divisori (escluso il numero stesso) è 1026 > 846, è un numero abbondante.
- È un numero nontotiente (per cui la equazione φ(x) = n non ha soluzione).
- È un numero di Harshad nel sistema di numerazione decimale, cioè è divisibile per la somma delle sue cifre.
- È un numero semiperfetto in quanto pari alla somma di alcuni (o tutti) i suoi divisori.
- È un numero congruente.
- È un numero malvagio.
- È parte delle terne pitagoriche  (846, 1128, 1410), (846, 2128, 2290), (846, 3760, 3854), (846, 6600, 6654), (846, 19872, 19890), (846, 59640, 59646), (846, 178928, 178930).

## Astronomia
- 846 Lipperta è un asteroide della fascia principale del sistema solare.
- NGC 846 è una galassia spirale della costellazione di Andromeda.

## Astronautica
- Cosmos 846 è un satellite artificiale russo.

## Altri ambiti
- Il Preludio e Fuga in do maggiore BWV 846 è una composizione per tastiera scritta da Johann Sebastian Bach nel 1722.
- La strada europea E846 è una strada di classe B il cui percorso si trova completamente in territorio italiano. Collega Cosenza (sulla E45) con Crotone (sulla E90).
- Il Papiro di Ossirinco 846 è un frammento di un manoscritto del VI secolo che reca un brano della Septuaginta: la versione in greco della Bibbia ebraica (Tanakh o Vecchio Testamento).